# Patrera fulvastra
Patrera fulvastra là một loài nhện trong họ Anyphaenidae.
Loài này thuộc chi Patrera. Patrera fulvastra được miêu tả năm 1903 * bởi Eugène Simon.